# Нінас Ніклас
Ніклас Нінас (нім. Niklas Nienaß; нар. 14 квітня 1992, Марль, Німеччина) — німецький політик, депутат Європейського парламенту IX скликання.

## Біографія
У 2011 році закінчив гімназію в Аахені, у 2018 році — бакалаврат Ростоцького університету. З 2009 року член партії Союз 90/Зелені та її молодіжної організації «Grüne Jugend» у Мекленбургу-Передньої Померанії. У 2015 році став прессекретарем однієї з робочих груп, а у 2018 році увійшов до земельної раді партії. На виборах 2019 року був обраний до складу Європейського парламенту.
20 вересня 2020 року взяв шефство над Дмитром Козловим, білоруським блогером і політичним в'язнем.